# Friend (Nebraska)
Friend è un comune degli Stati Uniti d'America, situato in Nebraska, nella contea di Saline.